# التصنيفات الدولية لنيكاراغوا
تتضمن المقالة التالية التصنيفات الدولية لنيكاراغوا.

## التصنيفات الاقتصادية
- صحيفة وول ستريت جورنال: مؤشر الحرية الاقتصادية: 2006؛ 2007، المرتبة 61 من بين 157 دولة
- المنتدى الاقتصادي العالمي: تقرير التنافسية العالمية 2006-2007 مؤشر النمو التنافسي في المرتبة 95 من بين 125 دولة
- معدل نمو الناتج المحلي الإجمالي في المرتبة 175 من بين 215 معدل النمو 2.5٪ (2006)
- الناتج المحلي الإجمالي الاسمي في المرتبة 127 من أصل 183 (2005)
- نصيب الفرد من الناتج المحلي الإجمالي في المرتبة 128 من أصل 194
- معدل البطالة في المرتبة 40 من 197 بنسبة بطالة 3.9٪ (2008)
  - ثالث أدنى مستوى في أمريكا الوسطى
- مؤشر البنك الدولي لسهولة ممارسة الأعمال لعام 2006: المرتبة 117 من بين 183 دولة.
- 8 (المرتبة 67 سابقًا في عام 2006)

## التصنيفات البيئية
- مركز جامعة ييل للقانون والسياسة البيئية ومركز جامعة كولومبيا لشبكة معلومات علوم الأرض الدولية: مؤشر الاستدامة البيئية 2005، المرتبة 66 من بين 146 دولة.
- الأمم المتحدة: انبعاثات ثاني أكسيد الكربون لعام 2006 في المرتبة 119 من بين 182 دولة.
  - ثالث أدنى مستوى في أمريكا اللاتينية

## تصنيفات عامة
- الأمم المتحدة: مؤشر التنمية البشرية 2006، المرتبة 124 من بين 177 دولة
- عدد السكان (2009) يحتل المرتبة 107 من بين 223 دولة. 5,743,000 نسمة، أي ما يعادل 0.084% من سكان العالم (تقديرات الأمم المتحدة).

## التصنيفات السياسية
- مراسلون بلا حدود: مؤشر حرية الصحافة العالمي لعام 2006، المرتبة 69 من بين 167 دولة
  -     - مراسلون بلا حدود: مؤشر حرية الصحافة العالمي لعام 2007، المرتبة 47 من بين 169 دولة

## التصنيفات التكنولوجية
- المنظمة العالمية للملكية الفكرية: مؤشر الابتكار العالمي 2024، المرتبة 124 من بين 133 دولة [1]

## تصنيفات أخرى
| منظمة                         | استطلاع                  | تصنيف      |
| ----------------------------- | ------------------------ | ---------- |
| معهد الاقتصاد والسلام         | مؤشر السلام العالمي      | 61 من 144  |
| برنامج الأمم المتحدة الإنمائي | مؤشر التنمية البشرية     | 124 من 182 |
| منظمة الشفافية الدولية        | مؤشر مدركات الفساد       | 130 من 180 |
| المنتدى الاقتصادي العالمي     | تقرير التنافسية العالمية | 115 من 133 |